# 和義公主 (唐宣宗)
和义公主（?—?），唐朝公主，又作义和公主，是中国唐朝第十六代皇帝唐宣宗李忱的第五女。她的生母不详，史书仅仅记载了唐武宗会昌六年（846年）五月廿三，她获封号和义公主，和饶安公主一起获封。没有关于和义公主是否婚嫁的记载。